# Scharmer

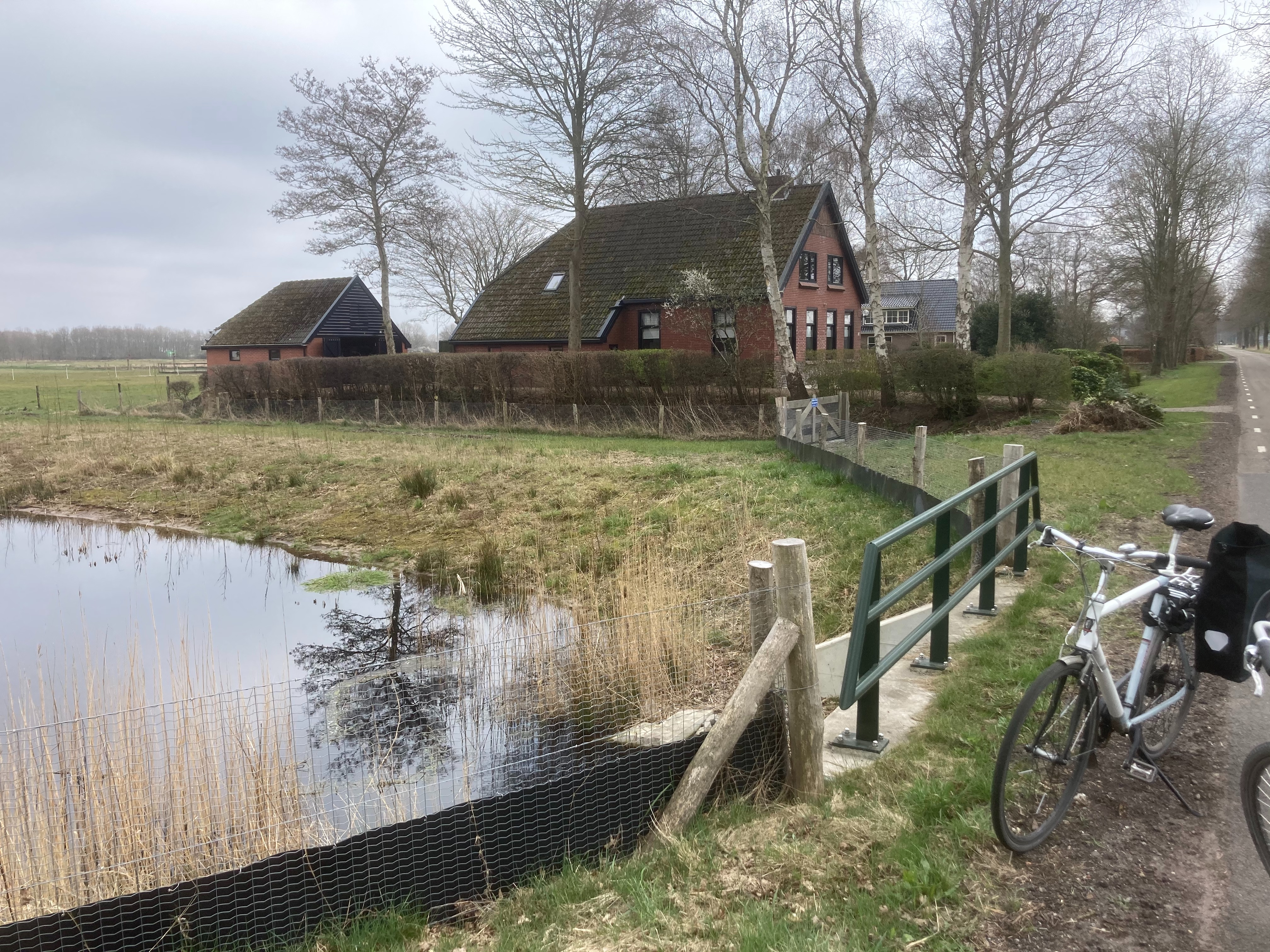
Passage des loutres Scharmer Westerbroek Kropswolde

Scharmer est un village situé dans la commune néerlandaise de Midden-Groningue, dans la province de Groningue.